# プワナット・ホーバンルーキット
プワナット・ホーバンルーキット（英語: Phuwanat Horbanluekit、2005年6月22日 - ）は、タイの男子バドミントン選手。

## 経歴
2025年の台北オープンでは、サプシリー・タエラッタナチャイとペアを組み、2回戦で第5シードのレハン・ナウファル・クシャルヤント / グロリア・エマニュエル・ウィジャヤを破る。